# Piper antioquiense
Piper antioquiense är en pepparväxtart som beskrevs av C. Dc.. Piper antioquiense ingår i släktet Piper och familjen pepparväxter. Inga underarter finns listade i Catalogue of Life.